# Armatolen

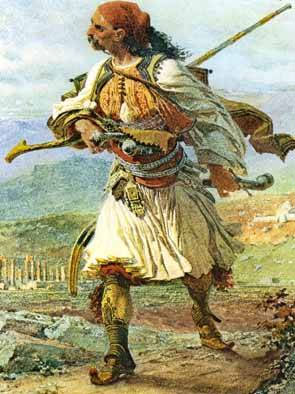
Armatole
Aquarell von Carl Haag, Benaki-Museum Athen

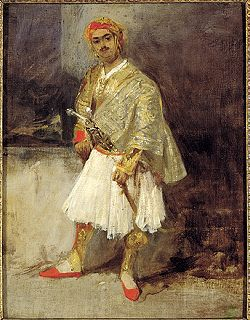
Griechischer Armatole
von Richard Parkes Bonington, Benaki-Museum, Athen

Als Armatolen (griechisch Αρματωλοί Armatolí, deutsch ‚Bewaffnete‘) bezeichnet man christliche Rebellen, welche im  griechischen Freiheitskampf von 1821 bis 1829 gegen die osmanische Herrschaft rebellierten.

## Geschichte
Die Armatolen waren anfangs Milizeinheiten, die aus christlichen Einwohnern der südlichen Balkan-Halbinsel bestanden und von den osmanischen Herrschern mit lokalen Polizeiaufgaben in bestimmten Bezirken (Αρματολίκια Armatolikia, Plural) betraut waren. Solche Einheiten wurden vor allem in unzugänglichen und in solchen Regionen eingesetzt, in denen das Brigantentum schwer zu beherrschen war. Zu ihren Aufgaben gehörte vor allem der Kampf gegen Banditen, aber auch die Bewachung von Pässen, Brücken und wichtigen Straßen, generell die Überwachung der öffentlichen Sicherheit.
Der Hauptmann (καπετάνιος kapetánios) einer solchen Einheit war oft ein früherer Kleften-Anführer, wie überhaupt im Lauf der Zeit die Abgrenzung zwischen Armatolen und Kleften unscharf wurde. Denn ab dem 17. Jahrhundert wandten die Armatolen sich zunehmend gegen die Staatsmacht. Oft kollaborierten sie mit Kleften-Einheiten und führten eine Art Partisanenkampf gegen die Türkenherrschaft. 1721 wurden daher die Armatolen von der Hohen Pforte offiziell aufgelöst und durch islamische Untertanen, oft Albaner, ersetzt. Praktisch existierten sie jedoch bis 1829 fort.
Als 1820 Ali Pascha versuchte, die von ihm beherrschten Gebiete vom Osmanischen Reich loszulösen, rekrutierte er seine Truppen zu einem großen Teil aus Armatolen. Zwar scheiterte dieser Versuch, dennoch trugen die militärisch ausgebildeten Armatolen wesentlich zum  Freiheitskampf von 1821 bis 1829 bei.

## Berühmte Armatolen
- Odysseas Androutsos (1788–1825)
- Athanasios Diakos (1788–1821)
- Georgios Karaiskakis (1782–1827)
- Dimitrios Tsamis Karatasos (um 1797–1861)
- Nikolaos Zervos (1780–1823)